# Konfetti

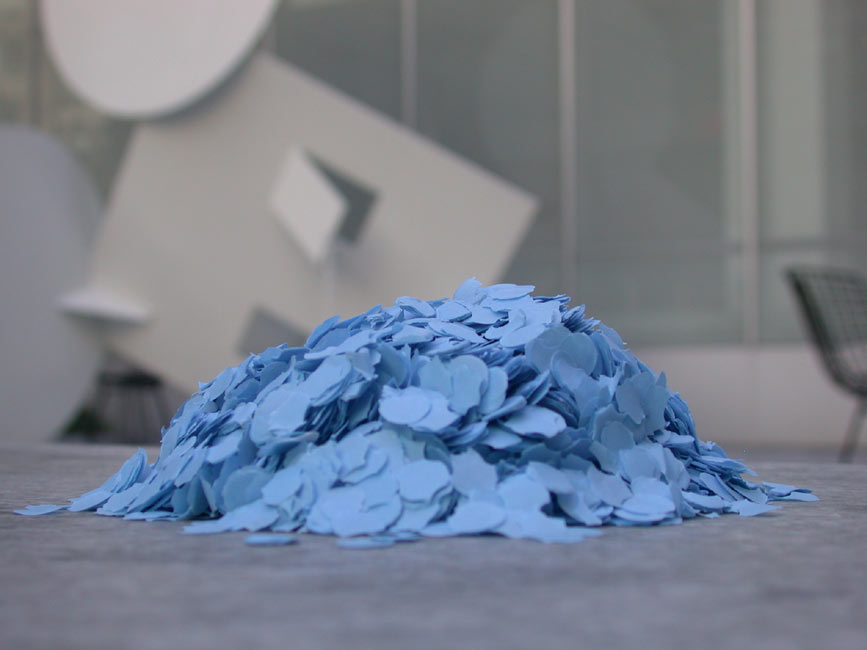
Konfetti

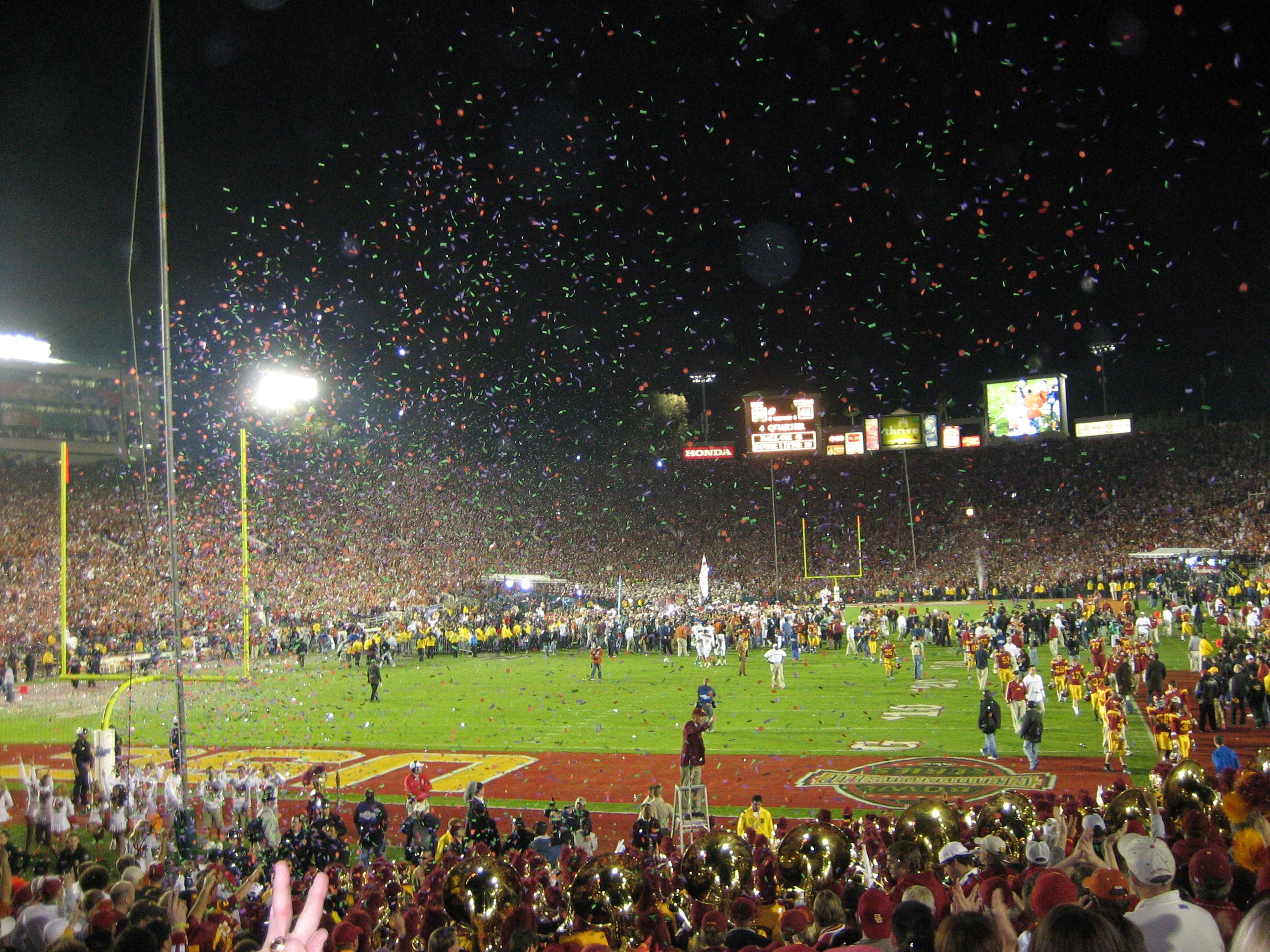
Konfetti po meczu

Konfetti (confetti) – miniaturowe ścinki papieru (czasem tworzyw sztucznych), rozsypywane w powietrzu w salach balowych podczas karnawałowych zabaw, podczas wesel i innych świąt, a także na zabawach sylwestrowych, na meczach, np. piłkarskich.
W najprostszej formie są to pozostałości wycięte z papieru przez różnego rodzaju dziurkacze (np. biurowe) i perforatory. Niegdyś powszechnie wykorzystywano do tego celu skrawki wykrojone przez perforatory papierowych taśm dziurkowanych i kart dziurkowanych, używanych w dalekopisach, a później również komputerach starszego typu.